# بيير لويس (ممثل)
بيير لويس (بالفرنسية: Pierre-Louis)‏ (و. 1917 – 1987 م) هو ممثل، ومخرج أفلام، وممثل أفلام من فرنسا، وسويسرا، ولد في لو مان، توفي في باريس، عن عمر يناهز 70 عاماً.

## وصلات خارجية
- بيير لويس على موقع IMDb (الإنجليزية)
- بيير لويس على موقع ألو سيني (الفرنسية)
- بيير لويس على موقع قاعدة بيانات الأفلام السويدية (السويدية)
- بيير لويس على موقع قاعدة بيانات الفيلم (الإنجليزية)
- بيير لويس على موقع كينوبويسك (الروسية)

- بيير لويس في قاعدة بيانات الأفلام على الإنترنت